# コンスタンティノス・ガツィウディス
コンスタンティノス・ガツィウディス（Konstadinos (Kostas) Gatsioudis, ギリシア語: Κωνσταντίνος "Κώστας" Γκατσιούδης, 1973年12月17日 - ）は、ギリシャの陸上競技選手、専門はやり投。エヴロス県ディディモテイホ出身。身長189cm、97 kg。
1992年6月20日、アテネで開催された競技会において80m30を記録し、ソビエト連邦のウラディーミル・オフチニコフが保持していた男子やり投ジュニア世界記録を更新した。ガツィウディスの自己記録は2000年6月24日フィンランド・南ポフヤンマー県クオルタネの競技会において記録した91m69であり、この記録は男子やり投世界歴代4位（当時）および2000年世界ランキング1位となるものであった。またガツィウディスは8度にわたってギリシャ記録を塗り替えた。
1999年8月世界陸上競技選手権セビリア大会男子やり投げ決勝では1投目に89m18を記録したが、アキ・パルヴィアイネンの逆転を許して2位となった。2001年8月世界陸上競技選手権エドモントン大会男子やり投決勝では4投目に89m95を記録し、ヤン・ゼレズニー、パルヴィアイネンに次ぐ3位に入り銅メダルを獲得した。オリンピックにはアトランタ、シドニーの2大会に出場した。

## 主な戦績
| 年   | 大会                           | 開催地                        | 順位 | 記録  |
| ---- | ------------------------------ | ----------------------------- | ---- | ----- |
| 1990 | 世界ジュニア陸上競技選手権大会 | プロヴディフ（ ブルガリア）   | 6位  |       |
| 1992 | 世界ジュニア陸上競技選手権大会 | ソウル（ 韓国）               | 3位  | 75m92 |
| 1993 | 世界陸上競技選手権大会         | シュトゥットガルト（ ドイツ） | 17位 | 76m70 |
| 1994 | ヨーロッパ陸上競技選手権大会   | ヘルシンキ（ フィンランド）   | 14位 | 78m56 |
| 1995 | ミリタリーワールドゲームズ     | ローマ（ イタリア）           | 3位  |       |
| 1996 | オリンピック                   | アトランタ（ アメリカ合衆国） | 10位 | 81m46 |
| 1997 | 地中海競技大会                 | バーリ（ イタリア）           | 優勝 | 89m22 |
| 1997 | 世界陸上競技選手権大会         | アテネ（ ギリシャ）           | 3位  | 86m64 |
| 1999 | 世界陸上競技選手権大会         | セビリア（ スペイン）         | 2位  | 89m18 |
| 2000 | オリンピック                   | シドニー（ オーストリア）     | 6位  | 86m53 |
| 2001 | 世界陸上競技選手権大会         | エドモントン（ カナダ）       | 3位  | 89m95 |

## 参考資料・外部リンク
- コンスタンティノス・ガツィウディス - ワールドアスレティックスのプロフィール（英語）
- コンスタンティノス・ガツィウディス - Olympedia（英語）